# Instituto Naval de Estados Unidos
El Instituto Naval de los Estados Unidos (en inglés: United States Naval Institute, USNI) es una asociación militar privada sin fines de lucro que ofrece foros independientes y no partidistas para el debate sobre cuestiones de seguridad nacional. Además de publicar revistas y libros, el Instituto Naval celebra varias conferencias anuales. El Instituto Naval tiene su sede en Annapolis, Maryland.
Establecido en 1873, el Instituto Naval afirmó tener "casi 50.000 miembros" en 2020, en su mayoría personal activo y retirado de la Armada de los Estados Unidos, el Cuerpo de Marines de los Estados Unidos y la Guardia Costera de los Estados Unidos. La organización también tiene miembros en más de 90 países.
La organización no tiene vínculos oficiales ni de financiación con la Academia Naval de los Estados Unidos ni con la Marina de los EE. UU., aunque tiene su sede en los terrenos de la Academia Naval mediante un permiso otorgado por una Ley del Congreso de 1936.